# Alessandro Belleri
Alessandro Belleri (* 10. Februar 1985 in Manerbio) ist ein ehemaliger italienischer Fußballspieler. Von Januar 2008 bis Sommer 2010 und von Sommer 2018 bis Januar 2020 spielte Belleri in Deutschland.

## Karriere
Von 2005 bis 2008 spielte Belleri bei verschiedenen italienischen Mannschaften von der zweiten bis zur vierten Liga. Im Januar 2008 ging er zu Wacker Burghausen in die Regionalliga Süd. In Burghausen blieb Belleri bis Januar 2010. Dann wechselte er in die Regionalliga Nord zum FC Oberneuland. Nach dem Abstieg Oberneulands in die Bremen-Liga verließ Belleri Deutschland wieder in Richtung Italien. Nach Stationen bei Darfo Boario, Santhià, Real Vicenza, Martina Franca, Castellana Calcio, Crema und CazzagoBornato wechselte Belleri im Sommer 2018 nochmals nach Deutschland zum ASCK Simbach in die Bayerische Landesliga Südost, wo er unter der Regie von seinem ehemaligen Teamkollegen bei Wacker Burghausen, Heiko Schwarz, auf Torejagd ging. Nach einer überragenden Herbstrunde mit 17 Toren und 3 Assists in 20 Spielen verließ Belleri den ASCK wieder Richtung Heimat und heuerte beim Viertligisten Cavenago Fanfulla an.